# Luis Zubero
Luis Zubero Aldecoa (* 18. März 1948 in Zeberio, Bizkaia) ist ein ehemaliger spanischer Radrennfahrer.

## Sportliche Laufbahn
Zubero war im Straßenradsport aktiv und Teilnehmer der Olympischen Sommerspiele 1968 in Mexiko-Stadt. Im olympischen Straßenrennen wurde er beim Sieg von Pierfranco Vianelli als 28. klassiert.
Er wurde 1969 Zweiter der Tour de l’Avenir hinter dem Sieger Joop Zoetemelk. Nach Olympia wurde er Berufsfahrer im Radsportteam Kas. 1970 gewann er die Rennen Gran Premio Pascuas und Clásica de Sabiñánigo vor Domingo Perurena.
Viermal bestritt er die Tour de France. In der Gesamtwertung wurde er 1970 15., 1973 23., 1974 42., 1971 schied er aus. Den Giro d’Italia fuhr er dreimal: 1971 (19. Platz), 1972 (18. Platz) und 1974 (42. Platz). In der Vuelta a España 1975 schied er aus.